# Olympiade
En olympiade betegnede i oldtiden perioden mellem to af antikkens olympiske lege, og denne periode er siden oldtidens Græske lege fastlagt til fire år. I de moderne olympiske lege brugtes termen i lang tid til at indikere selve legene, men IOC bruger den nu til at indikere en periode på fire år.